# Palacio de Berleburg
El palacio de Berleburg (en alemán: Schloss Berleburg) es un schloss —palacio residencial— situado en Bad Berleburg, en el estado federado alemán de Renania del Norte-Westfalia. Es propiedad de la familia Sayn-Wittgenstein.

## Situación
El palacio se eleva sobre una colina al oeste de la villa de Bad Berleburg y está rodeado por un vasto parque arbolado.

## Historia
En 1258, fue construida una primera fortaleza por el conde Sigfrido I de Wittgenstein y por el vogt Adolfo I. Tras la muerte de Sigfrido II en 1359, su yerno Salentin von Sayn heredó el dominio y fundó la casa de Sayn-Wittgenstein. El castillo servía entonces de pabellón de caza, ante el cual se extendió una pequeña ciudad.
En 1506, el condado de Wittgenstein fue dividido y el conde Johann se mudó al antiguo pabellón de caza. En 1531, él mismo puso las bases para la ampliación a un palacio residencial poniendo la primera piedra de un nuevo edificio. Entre los años 1555 y 1557, su sobrino, el conde Luis hizo ampliar el ala norte con dos plantas.
Bajo el reinado del conde Casimiro, a partir de 1731, se construyó el ala central de tres plantas según los planos de Julius Ludwig Rothweil. Tras una renovación en 1912, Friedrich von Thiersch añade las torres y modifica la escalera.
Hoy en día, el palacio pertenece al príncipe Gustavo de Sayn-Wittgenstein-Berleburg.

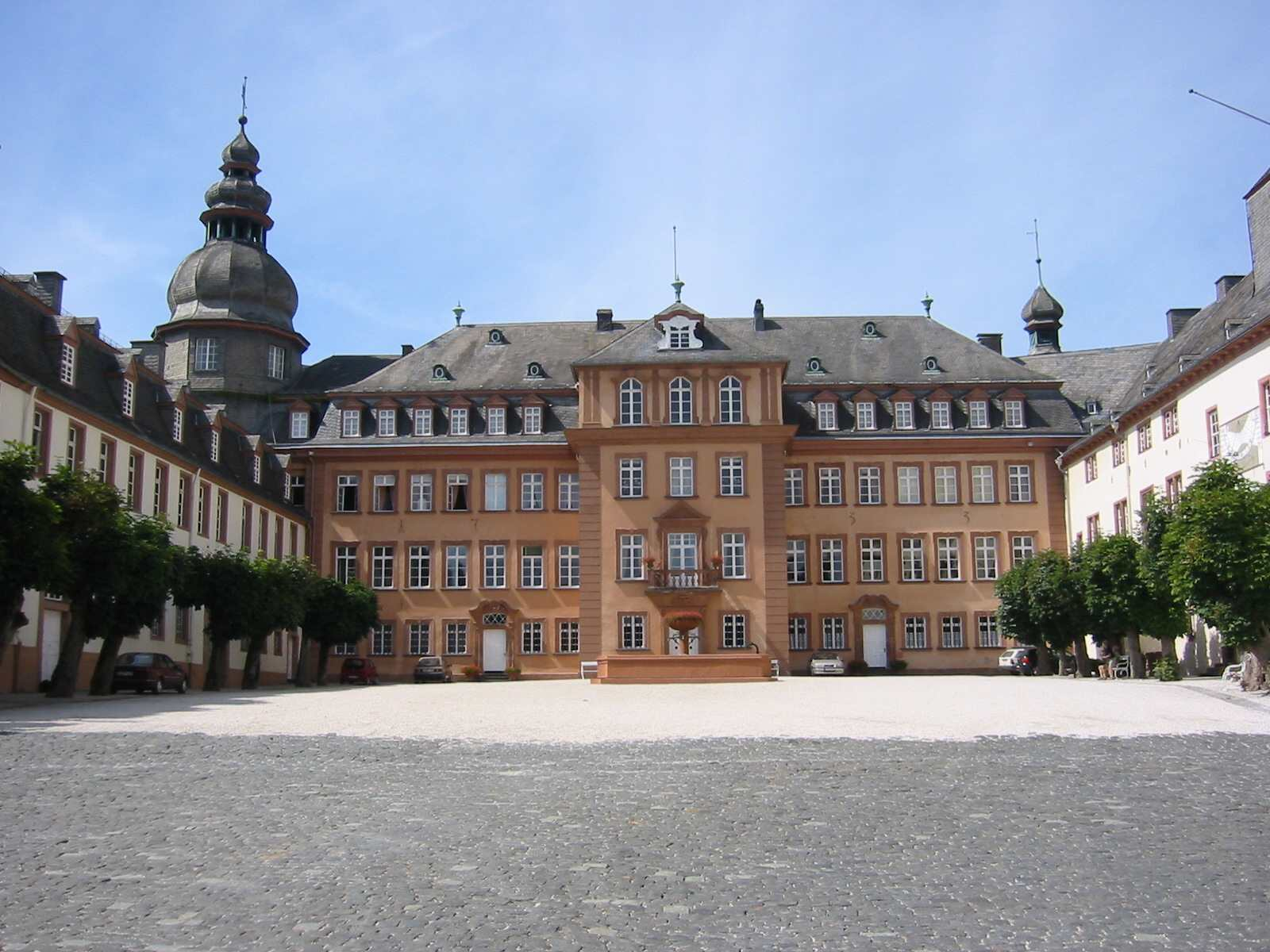
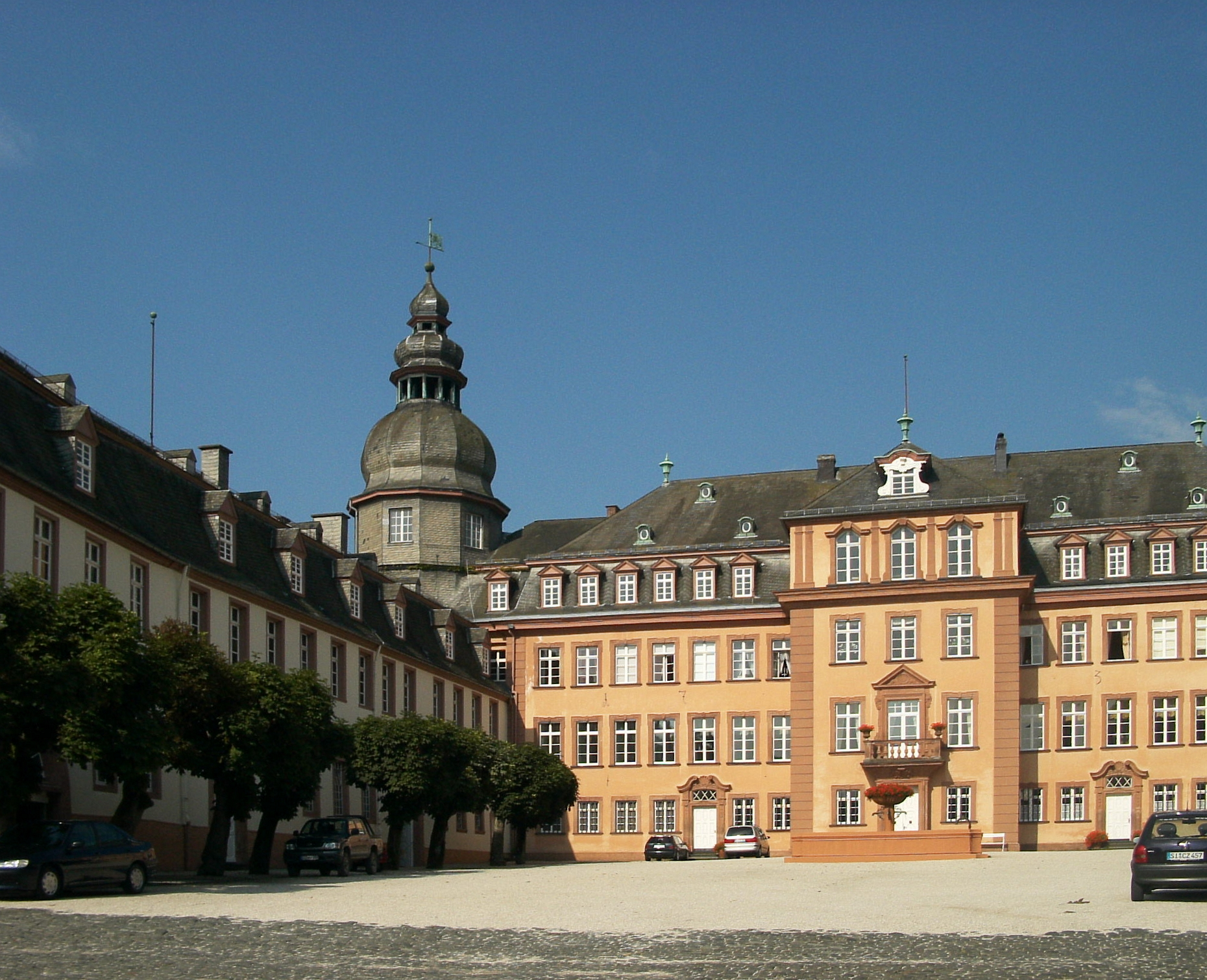
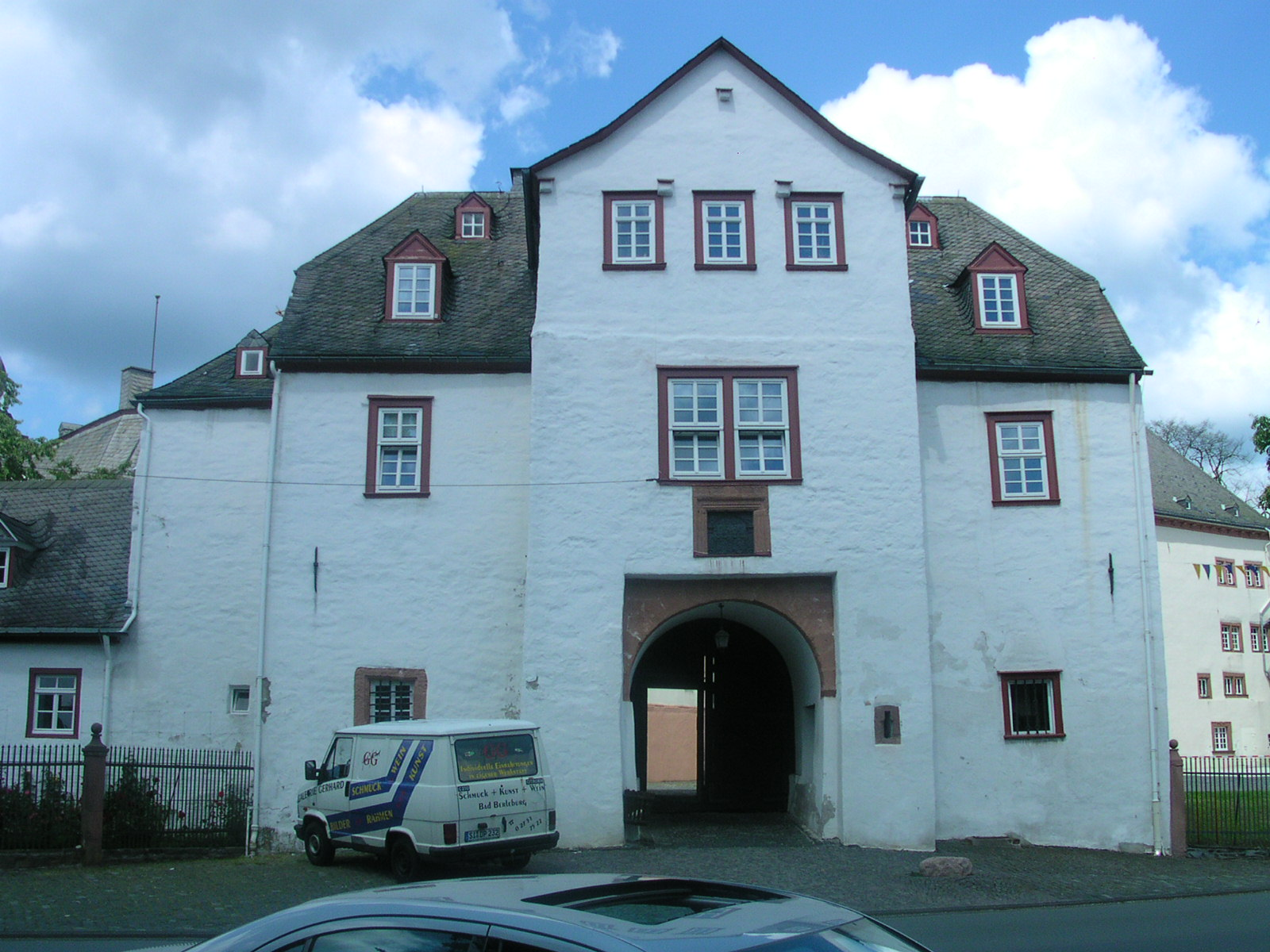
Puerta de entrada del siglo XVI
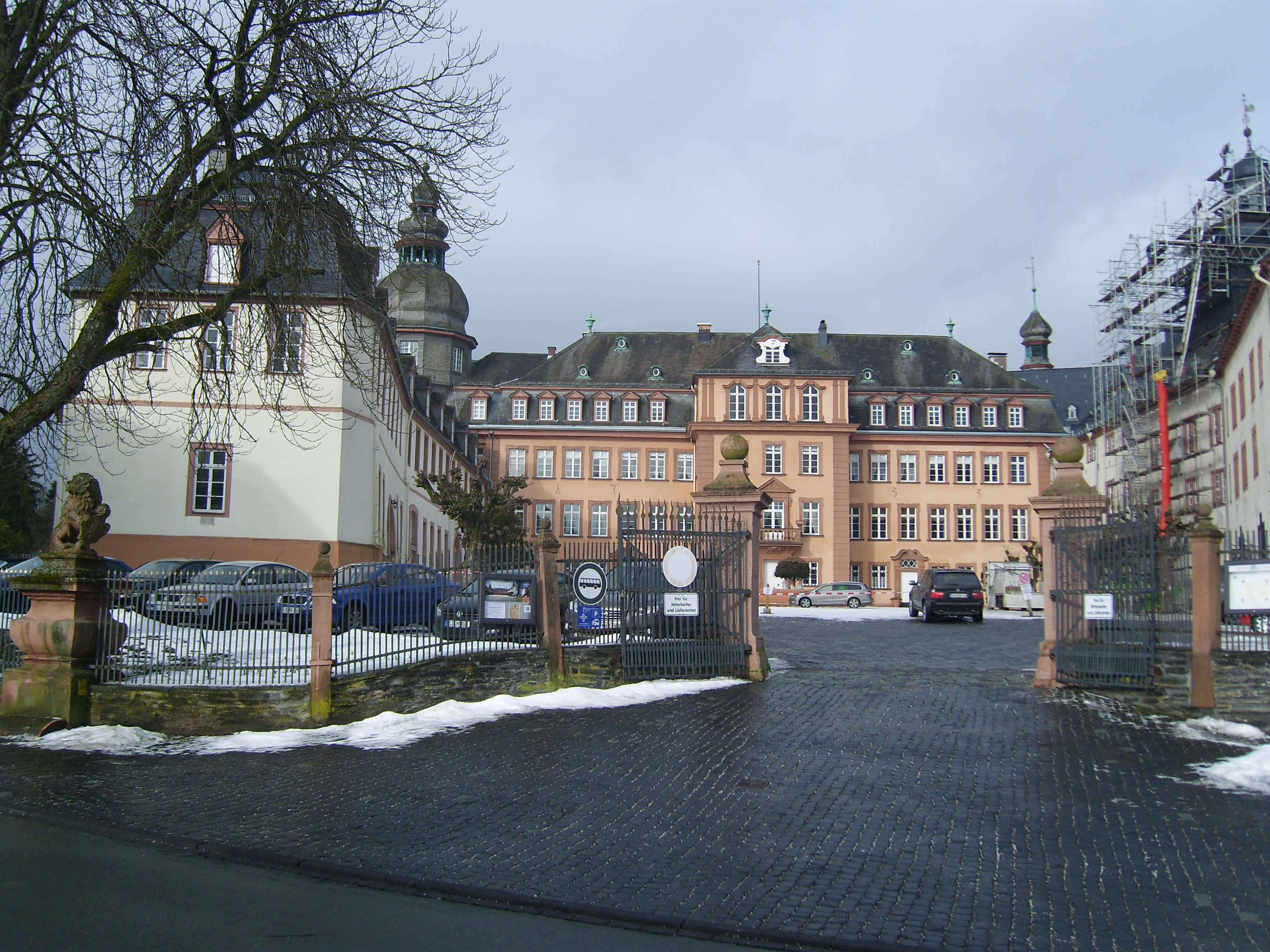